# Medea (Dolce)
Medea è una tragedia di Lodovico Dolce, tratta dall'omonima opera di Euripide, edita a Venezia dal Giolito nel 1557. Da non confondere con la traduzione in lingua italiana della Medea di Seneca effettuata dallo stesso Dolce nel 1560.

## Storia
Venne ristampata più volte dal Giolito in edizioni singole, ed assieme a tutte le altre tragedie del Dolce nel 1560. Lo stesso anno vennero dati alle stampe anche un volume contenente tutte le commedie del Dolce e uno con la traduzione di tutte le tragedie di Seneca, compresa Medea. La Medea ispirata a Euripide fu ristampata infine dal Farri; venne stampata di nuovo solo nel XVIII secolo.

## Critica
Come le altre tragedie dello stesso autore, la Medea del Dolce è un largo rifacimento dell'originale greco. Non può esser definita una traduzione, nonostante la scarsa fedeltà all'originale delle traduzioni dal latino delle tragedie di Seneca, sia perché Dolce ignorava la lingua greca, sia perché la corrispondenza del testo del Dolce con il testo di Euripide non è molto stretta. L'atteggiamento del Dolce, nei confronti dei classici, è quella del poligrafo, ossia del divulgatore all'epoca del diffondersi della stampa o, come lo definiva il Dionisotti, di "operaio della letteratura".